# Lliga neerlandesa de futbol 1891-92
La Lliga neerlandesa de futbol 1891–1892 va ser disputat per sis equips de les ciutats d'Amsterdam, La Haia, Haarlem i Rotterdam. Els equips van participar en la competició que més tard s'anomenaria Eerste Klasse West. Però com que el districte de futbol occidental dels Països Baixos era l'únic que tenia una competició en aquell moment, es podria considerar un campionat nacional. El RAP Amsterdam va guanyar el campionat.

## Nous equips participants
- Victoria Rotterdam
- VVA va tornar després d'una temporada d'absència
- RC en VV Rotterdam va ser el resultat d'una fusió entre els competidors de les darreres temporades Olympia Rotterdam i Concordia

## Classificació de la Lliga
| Pos. | Equip              | PJ | PG | PE | PP | GF | GC | Pts | DG  | Notes                            |
| ---- | ------------------ | -- | -- | -- | -- | -- | -- | --- | --- | -------------------------------- |
| 1    | RAP                | 9  | 8  | 0  | 1  | 45 | 9  | 16  | +44 |                                  |
| 2    | RC en VV Rotterdam | 9  | 5  | 2  | 2  | 30 | 12 | 12  | +18 |                                  |
| 3    | Koninklijke HFC    | 9  | 3  | 2  | 4  | 29 | 22 | 8   | +7  |                                  |
| 4    | HVV Den Haag       | 9  | 3  | 2  | 4  | 13 | 14 | 8   | -7  |                                  |
| 5    | Victoria Rotterdam | 9  | 2  | 1  | 6  | 12 | 35 | 5   | -23 |                                  |
| 6    | VVA                | 5  | 0  | 1  | 4  | 4  | 41 | 1   | -37 | Es retirà a meitat de temporada. |

PJ = Partits jugats; PG = Partits guanyats; PE = Partits empatats; PP = Partits perduts; GF = Gols a favor; GC = Gols en contra; Pts = Punts; DG = Diferència de gols